# Villedieu-lès-Bailleul

Villedieu-lès-Bailleul este o comună în departamentul Orne, Franța. În 1 ianuarie 2022 avea o populație de 207 de locuitori.